# Banski Dol
Banski Dol (cyr. Бански Дол) – wieś w Serbii, w okręgu pirockim, w gminie Dimitrovgrad. W 2011 roku liczyła 7 mieszkańców.